# Station Redcar Central
Redcar Central is een spoorwegstation van National Rail in Redcar, Redcar and Cleveland in Engeland. Het station is eigendom van Network Rail en wordt beheerd door Northern Rail. 